# Medardo Rivas
Medardo Rivas Mejía (Bogotá, 9 de julio de 1825-Tena, 11 de septiembre de 1901) fue un escritor, periodista, editor, político y militar colombiano que se desempeñó como Ministro de Guerra de ese país.

## Reseña biográfica
Nacido en Bogotá, en julio de 1825, estudió y egresó de la Universidad Nacional de Colombia, como Doctor en Derecho y Ciencias Políticas.
Autor de prolíficos escritos del siglo XIX, sus tema contribuyeron a la industria y la agricultura, así como documentaron la economía y sociedad de la época y la historia nacional y local. Poseía una imprenta a vapor donde se publicaba gran parte de la producción escrita de mediados del siglo XIX, al ser la única de este tipo, junto con la Zalamea Hermanos, que existía en el país. Se asoció con Salvador Camacho Roldán y Antonio María Pradilla Rueda para redactar el periódico El Siglo, tribuna que sirvió para importantes manifiestos, como el ideario del naciente Partido Liberal Colombiano.
Profesor de filosofía, derecho romano y constitucional en la Universidad Nacional, y en el Colegio Mayor del Rosario, en Bogotá, fue el fundador en 1867, junto con algunos socios, de la instrucción primaria en el país. Así mismo, colaboró en los principales periódicos del país como El Liberal y la Revista Colombia. En el campo político se desempeñó como cónsul general y agente confidencial de la República en Venezuela; cónsul general en Le Havre y Alemania; secretario del Senado y miembro de varias Asambleas Legislativas, así como Gobernador del Distrito Federal de Bogotá en 1862. También se desempeñó como Secretario (Ministro) de Guerra y Marina entre 1863 y 1864; durante su paso por la cartera afirmó que "su labor se había reducido a la inspección de la Guardia Colombiana", debido a la situación de paz y estabilidad, así como propuso aumentar los salarios de los militares, al ser más bajos que otros funcionarios públicos. También propuso nuevas tareas logísticas y de servicio para la Fuerza Pública, ya que para entonces su labor se había reducido a patrullar las calles y proteger edificios gubernamentales.
Fue pionero en la abolición de la esclavitud y de la educación de la mujer.